# Elena Ferrante, uma longa experiência de ausência
Elena Ferrante, uma longa experiência de ausência é um livro de não ficção, escrito por Fabiane Secches, com ilustrações de Talita Hoffmann, publicado no Brasil pela Claraboia Editora.

## Conteúdo
O livro analisa as obras da escrita italiana Elena Ferrante pelo viés da crítica literária e da psicanálise. É um estudo meticuloso dos temas e procedimentos literários da romancista italiana, a partir do conceito psicanalítico de ambivalência, em especial no relacionamento de Lila e Lenu, duas personagens famosas de Ferrante e protagonistas da tetralogia. Foi baseado na dissertação de mestrado da autora, defendida em 2019.
O estudo de Secches é pioneiro, dedicado tanto a críticos literários e pesquisadores como aos leitores em geral, fãs do trabalho de Elena Ferrante. Com prefácio de Francesca Cricelli e posfácio de Maurício Santana Dias, o livro se debruça sobre a obra de Ferrante a partir de conceitos da teoria literária e da psicanálise, trabalhando a questão da ausência, que permeia e atravessa os romances da autora italiana, bem como sua própria vida, ao passo que Ferrante se recusa a desfrutar da atenção da mídia e pelo fato de usar um pseudônimo.
| “ | O que Fabiane alcançou foi a excelência da crítica literária, honrando a estrada aberta por Antonio Candido, fazendo da crítica um exercício de pensamento profundo que ilumina, enriquece, constrói pontes, abre janelas, escancara portas. Fabiane estabelece relações entre os livros de Elena Ferrante e os clássicos. Ovídio, Homero, Virginia Woolf, Freud, Clarice Lispector são alguns dos autores que entram no diálogo. Por esse trabalho, a envergadura da obra de Elena Ferrante é detalhada, os motivos da qualidade do seu texto são expostos, esmiuçados. E isso tudo aumenta a febre, o vício, a admiração, a hipnose. É um guia indispensável para quem ama a italiana secreta. | ” |

A Tetralogia Napolitana tornou-se um fenômeno da literatura, com adaptação para a televisão pelo canal HBO. Os livros influenciaram no turismo da cidade de Nápoles, na região da Campânia, no sul da Itália, onde os locais mencionados nas obras tornaram-se pontos de visitação. Nas obras de Ferrante, a cidade exerce um papel de personagem fundamental para o desenrolar dos acontecimentos.
| “ | Secches supõe que parte da potência de Ferrante em perturbar e prender o leitor reside na produção de um “efeito de autenticidade” na construção de suas personagens, sendo difícil crer que elas seriam apenas criações literárias. Essa abordagem é também um convite para refletir sobre a força da literatura em criar verdades capazes de transformar a percepção da realidade material. Essa uma das virtudes do trabalho de Secches: o livro propõe como método de leitura uma atenção aos mecanismos formadores de um texto. E o enorme alcance de Ferrante, aliado à falta que se sente de Lila e Lenu, pode atrair muitos leitores a um tipo de investigação que não passa apenas pelo que contam os romances, mas também destacando as minúcias de como contam. | ” |

## Recepção Crítica
O livro foi bem recebido pela crítica, tendo sido eleito como um dos melhores livros de 2020 na revista Quatro Cinco Um, na categoria de crítica literária e escolhido como um dos melhores do ano pela revista São Paulo Review.